# Thomas Carew (Politiker, um 1702)

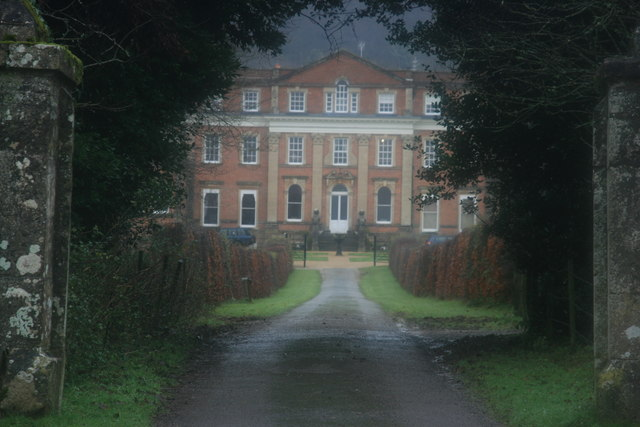
Thomas Carew ließ das neue Herrenhaus von Crowcombe Court errichten

Thomas Carew (* um 1702; † 13. März 1766) war ein britischer Politiker, der zweimal als Abgeordneter für das House of Commons gewählt wurde. Er ließ das Herrenhaus von Crowcombe Court neu erbauen.

## Herkunft und Ausbildung
Thomas Carew entstammte der Familie Carew, die seit dem späten Mittelalter zu den führenden Familien der Gentry von Südwestengland gehörte. Die Familie hatte sich in mehrere Linien aufgespalten. Thomas Carew war der älteste Sohn von Thomas Carew aus Camerton in Somerset und dessen Frau Elizabeth Sanford. Sein Vater starb 1719, worauf er dessen Besitzungen erbte. Carew lernte ab 1720 Rechtskunde am Middle Temple in London, wo er nachträglich 1737 eine Zulassung als Barrister erhielt.  

## Abgeordneter im House of Commons
Carew galt als exzentrischer Tory und als Anhänger der Jakobiten. Am 9. Februar 1739 wurde er als Interessenvertreter der Familie Luttrell als Abgeordneter für das Borough Minehead in Somerset gewählt und 1741 wiedergewählt. Im House of Commons hielt er zahlreiche Reden und brachte mehrere Gesetzesvorschläge ein, doch als Tory hatte er unter den Whig-Regierungen nur wenig Einfluss. Bei der Unterhauswahl 1747 wurde erwartet, dass Carew entweder als Knight of the Shire für Somerset oder erneut für Minehead kandidierte, doch letztlich kandidierte er gar nicht. Bereits 1741 ernsthaft erkrankt, war Carew ab 1750 zunehmend kränklicher. Er betätigte sich nicht mehr politisch und übernahm auch keine öffentlichen Ämter. 1755 veröffentlichte er anonym An Historical Account of the Rights of Elections, eine Sammlung der Berichte der Wahlausschüsse bis 1727.

## Neubau von Crowcombe Court
1724 hatte Carew das alte Herrenhaus von Crowcombe Court, das sein Vorfahre Thomas Carew († 1604) 1568 durch Heirat erworben hatte, abreißen lassen. Stattdessen ließ er ein stattliches neues Herrenhaus errichten, das 1739 fertiggestellt wurde. Um die geschätzten £ 6000 Baukosten aufzubringen, musste Carew sechs seiner Güter, darunter den alten Familiensitz Camerton Court verkaufen. Gemäß dem Testament seines weit entfernten Cousins Coventry Carew erbte Carew vor 1763 Antony House in Cornwall, nachdem Coventry Carews Witwe gestorben war.

## Familie und Nachkommen
In erster Ehe hatte Carew Mary Drewe, eine Tochter von Francis Drewe aus Grange, Broadhembury in Devon geheiratet. Mit ihr hatte er drei Töchter. Seine Frau starb am 25. Mai 1738. In zweiter Ehe heiratete er am 10. Februar 1743 Mary Horne, eine Schwester von John Horne, dem späteren Gouverneur von Bombay. Die Ehe blieb kinderlos. Da Carew ohne männliche Nachkommen starb, erbte seine Tochter Elizabeth und deren Mann James Bernard († 1805) Crowcombe. Gemäß dem Testament von Coventry Carew fiel Antony House an den nächsten männlichen Carew, Thomas Carews Neffen John Carew († 1771).

## Werke
- An Historical Account of the Rights of Elections of the several Counties, Cities and Boroughs of Great Britain: collected from Public Records, and the Journals of Parliament to the year one thousand seven hundred and fifty-four. By a late Member of Parliament (T. Carew). John Nourse, London 1755